# Моніка Мігель
Моніка Мігель (ісп. Monica Miguel, при народженні Глорія Чавес Мігель, ісп. Gloria Chávez Miguel; 13 березня 1936, Тепік, Наярит — 12 серпня 2020, Мехіко) — мексиканська акторка, співачка та режисер.

## Життєпис
Народились 13 березня 1936 року в місті Тепік у мексиканському штаті Наярит. Вивчала акторську майстерність в Академії Національної асоціації акторів Мексики (ANDA), після чого 8 років жила та працювала в Італії. 
Повернувшись до Мексики, багато грала в театрі, отримавши за свої ролі низку театральних премій. Дебютувала в кіно у середині 1960-х, і відтоді знялася у 40 фільмах та телесеріалах. 2006 року отримала премію BRAVO за найкращу характерну роль у виконанні заслуженої акторки за роль Модести у теленовелі «Світанок», а 2018 року номінувалася на кінопремію Арієль як найкраща акторка у фільмі за роль Хасінти у кінофільмі «Я мрію іншою мовою».
1988 року дебютувала як режисер-постановник, знявши другу частину теленовели «Любов у тиші» за сценарієм Ліліани Абуд та Еріка Вонна. Це стало початком її плідної співпраці з телепродюсеркою Карлою Естрада: спільно вони створили понад 20 теленовел (лише теленовелу «Тереза» поставила 2010 року з телепродюсером Хосе Альберто Кастро). Саме за режисерську роботу Моніка Мігель була відзначена вісьмома номінаціями на премію TVyNovelas і виграла у шести з них, а також трьома преміями ACE як Найкращий режисер. Її останньою режисерською роботою стала теленовела «Сільвія Піналь перед вами» (2019), заснована на біографії видатної мексиканської акторки Сільвії Піналь.
Моніка Мігель померла 12 серпня 2020 року у Мехіко в 84-річному віці.

## Фільмографія
Акторка:

| Рік       |    | Українська назва                      | Оригінальна назва                   | Роль                 |
| --------- | -- | ------------------------------------- | ----------------------------------- | -------------------- |
| 1967      | ф  | Планета жінок-завойовниць             | El planeta de los mujeres invasoras | Фітія                |
| 1971      | ф  | Один стрілець, сто хрестів!           | Una pistola pen cento croci!        | Дженні               |
| 1973      | тф | Орфей 9                               | Orfeo 9                             | хіромант             |
| 1974      | ф  | Принесіть мені голову Альфредо Гарсія | Quiero la cabeza de Alfredo Garcia  | Долорес де Ескомілья |
| 1974      | тф | Дім Бернарди Альби                    | La casa de Bernarda Alba            | Магдалена            |
| 1982      | с  | Заради кохання                        | Por amor                            | Рамона               |
| 1983      | ф  | Під вогнем                            | Under fire                          | лікарка              |
| 1983—1984 | с  | Амалія Батиста                        | Amalia Batista                      | Матильда             |
| 1985      | с  | Покинута                              | Abandonada                          | Лусія                |
| 1986      | с  | Обман                                 | El engaño                           | Кармен               |
| 1987      | с  | Як боляче мовчати                     | Como duele callar                   | Казиміра             |
| 1987      | с  | Єсенія                                | Yesenia                             | Тріфенія             |
| 1988—1989 | с  | Квітка і кориця                       | Flor y canela                       | Ана                  |
| 1990      | с  | Коли приходить кохання                | Cuando llega el amor                | Юльма                |
| 1990—1991 | с  | Нічиє кохання                         | Amor de nadie                       | Сокорро              |
| 1992      | с  | Назустріч сонцю                       | De frente al sol                    | Амаранта             |
| 1992      | ф  | Гертрудіс Боканегра                   | Gertrudis Bocanegra                 | Нана                 |
| 1993—1994 | с  | За мостом                             | Mas alla del puente                 | Амаранта             |
| 1995—1996 | с  | Узи кохання                           | Lazos de amor                       | Чоле                 |
| 1997—1998 | с  | Марія Ісабель                         | Maria Isabel                        | Чолє                 |
| 2000      | с  | Будинок на пляжі                      | La casa en la playa                 | Марія Естрада        |
| 2001—2002 | с  | Жінка, випадки з реального життя      | Mujer casos de la vida real         | різні персонажі      |
| 2005—2006 | с  | Світанок                              | Alborada                            | Модеста              |
| 2008      | с  | Секс та інші секрети                  | Sexo y otros secretos               | Моніка               |
| 2009—2010 | с  | Закляття                              | Sortilegio                          | Майя Сан-Хуан        |
| 2011      | с  | Сила долі                             | La fuerza del destino               | Сері                 |
| 2013      | с  | Буря                                  | La tempesta                         | мати Еусебія         |
| 2017      | ф  | Я мрію іншою мовою                    | Sueño el otro idiomal               | Хасінта              |
| 2019      | с  | Медики, лінія життя                   | MD, linea de vida                   | донья Інес           |

Режисер:
- 1988 — Любов у тиші (ісп. Amor el silencio), серіал, частина друга.
- 1988—1989 — Квітка і кориця (ісп. Flor y canela), серіал.
- 1990 — Коли приходить кохання (ісп. Cuando llega el amor), серіал.
- 1990—1991 — Нічиє кохання (ісп. Amor de nadie), серіал.
- 1992 — Назустріч сонцю (ісп. De frente al sol), серіал.
- 1993 — Між життям та смертю (ісп. Entre la vida y la muerte), серіал.
- 1993 — Бідні родичі (ісп. Los parientes pobles), серіал.
- 1993—1994 — За мостом (ісп. Mas alla del puente), серіал.
- 1995 — Алондра (ісп. Alondra), серіал.
- 1995—1996 — Узи кохання (ісп. Lazos de amor), серіал.
- 1996 — Мені не жити без тебе (ісп. Te sigo amando), серіал.
- 1997—1998 — Марія Ісабель (ісп. Maria Isabel), серіал.
- 1998—1999 — Привілей кохати (ісп. El privilegio de amar), серіал.
- 2000 — Моя доля — це ти (ісп. Mi destino eres tu), серіал.
- 2000 — Будинок на пляжі (ісп. La casa en la playa), серіал.
- 2001—2002 — Джерело (ісп. El manantial), серіал.
- 2003 — Справжнє кохання (ісп. Amor real), серіал.
- 2005—2006 — Світанок (ісп. Alborada), серіал.
- 2007 — Пристрасть (ісп. Pasion), серіал.
- 2009 — Закляття (ісп. Sortilegio), серіал.
- 2010 — Тереза (ісп. Teresa), серіал.
- 2013 — Буря (ісп. La timpestad), серіал.
- 2015 — Непростимо (ісп. Lo imperdonable), серіал.
- 2019 — Сільвія Піналь перед вами (ісп. Silvia Pinal, fronte a tu), серіал.

## Нагороди та номінації
Арієль
- 2018 — Номінація на найкращу акторку у фільмі (Я мрію іншою мовою).

TVyNovelas Awards
- 1993 — Найкращий режисер-постановник (Назустріч сонцю).
- 1995 — Найкращий режисер-постановник (Узи кохання).
- 1996 — Найкращий режисер-постановник (Мені не жити без тебе).
- 1999 — Найкращий режисер-постановник (Привілей кохати).
- 2002 — Найкращий режисер-постановник (Джерело).
- 2006 — Номінація на найкращого режисера-постановника (Світанок).
- 2008 — Номінація на найкращого режисера-постановника (Пристрасть).
- 2010 — Найкращий режисер-постановник (Закляття).

ACE Awards
- 2004 — Найкращий режисер (Справжнє кохання).
- 2009 — Найкращий режисер (Пристрасть).
- 2012 — Найкращий режисер (Тереза).

Премія Національної спілки журналістів Мексики (Sol de Oro)
- 2004 — Найкращий режисер (Справжнє кохання)

Califa de Oro
- 2004 — Найкращий режисер (Справжнє кохання).
- 2009 — Найкращий режисер року (Закляття).

BRAVO Awards
- 2006 — Найкраща характерна роль у виконанні заслуженої акторки (Світанок).